# Lalić
Lalić (cyr. Лалић; słow. Laliť) – wieś w Serbii, w Wojwodinie, w okręgu zachodniobackim, w gminie Odžaci. W 2011 roku liczyła 1343 mieszkańców.